# Соуса, Марио
Ма́рио Соу́са Са́нчес (исп. Mario Sousa Sánchez, 19 февраля 1940, Мехико, Мексика — 17 января 2017) — мексиканский ботаник, доктор философии Гарвардского университета.

## Биография
Окончил факультет естественных наук Национального автономного университета, в 1963 году получил степень лиценциата по биологии.
С 1964 года работал в должности академического техника в Ботаническом саду Автономного университета. В 1968 году отправился в США для подготовки диссертации доктора философии. В 1972 году под руководством Бернис Гидуз Шуберт в Гарвардском университете защитил диссертацию, в которой рассматривал систематику рода Lonchocarpus.
С 1975 по 1984, а также с 1994 по 2003 год — директор Национального гербария Мексики. Сам он собрал более 13 800 образцов растений (свыше 55 000 с учётом дубликатов).
Являлся одним из главных редакторов и координаторов проекта Flora Mesoamericana.

## Некоторые научные публикации
- Sousa M. El género Inga (Leguminosae: Mimosoideae) del Sur de México y Centroamérica, Estudio Previo para la Flora Mesoamericana // Annals of the Missouri Botanical Garden. — 1993. — Vol. 80(1). — P. 223—269.

## Роды и некоторые виды, названные именем М. Соусы
Растения:
- Mariosousa Seigler & Ebinger, 2006
- Acacia sousae L.Rico, 1987 — Acaciella sousae (L.Rico) L.Rico, 2004
- Adenocalymma sousae A.H.Gentry, 1982
- Ageratina sousae B.L.Turner, 1987
- Arachnothryx sousae Borhidi, 2004
- Astragalus mario-sousae A.E.Estrada et al., 2005
- Ateleia sousae J.Linares, 2001
- Begonia sousae Burt-Utley, 1983
- Brongniartia sousae Dorado, 1987
- Calathea sousandradeana H.Kenn. & Ganders, 2011 — Goeppertia sousandradeana (H.Kenn. & Ganders) Borchs. & S.Suárez, 2012 — назван именем М. Соусы и Глории Андраде
- Croton sousae Mart.Gord. & Cruz Durán, 2002
- Csapodya sousae Borhidi & Reyes-García, 2007
- Dalea sousae Barneby, 1980
- Deppea sousae Borhidi et al., 2003
- Erythrina sousae Krukoff & Barneby, 1979
- Haematoxylum sousanum Cruz Durán & J.Jiménez Ram., 2008
- Harpalyce sousae Arroyo, 1976
- Iresine sousae Zumaya et al., 2016
- Lepanthes sousae Salazar & Soto Arenas, 1996
- Mimosa sousae R.Grether, 1981
- Myrospermum sousanum A.Delgado & M.C.Johnst., 1984
- Philodendron sousae Croat, 1997
- Psychotria sousae Lorence & Dwyer, 1987 — Palicourea sousae (Lorence & Dwyer) Lorence, 2010
- Rhynchosia sousae Fortunato, 2014
- Senna sousana H.S.Irwin & Barneby, 1982
- Solanum sousae S.Knapp, 2010
- Symplocos sousae Almeda, 1982
- Tephrosia sousae O.Téllez, 1995
- Verbesina sousae J.J.Fay, 1973
- Zapoteca sousae H.M.Hern. & A.Campos, 1994

Насекомые:
- Acanthoscelides sousai Johnson, 1983